# Küstendorf

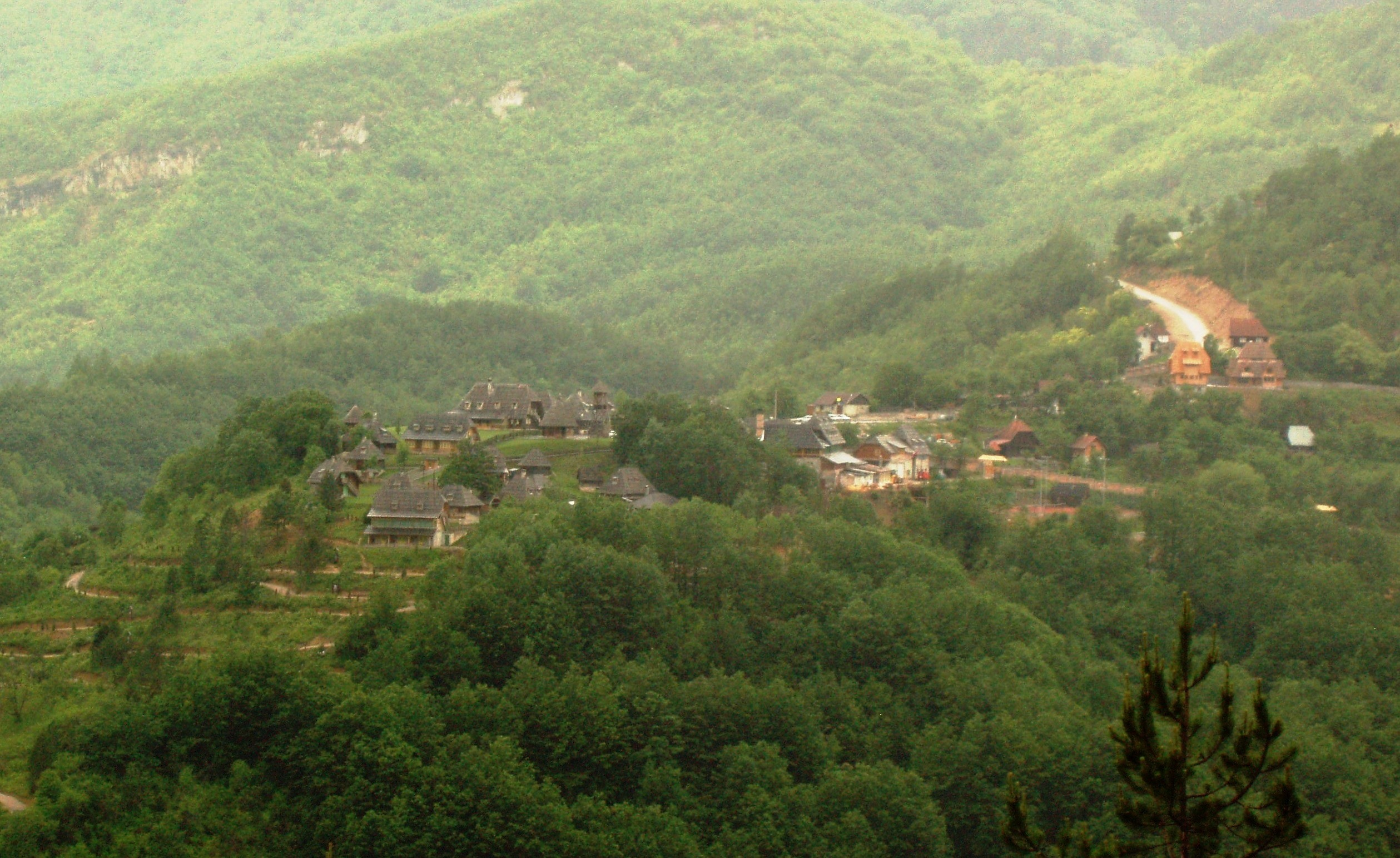
Panorama del villaggio

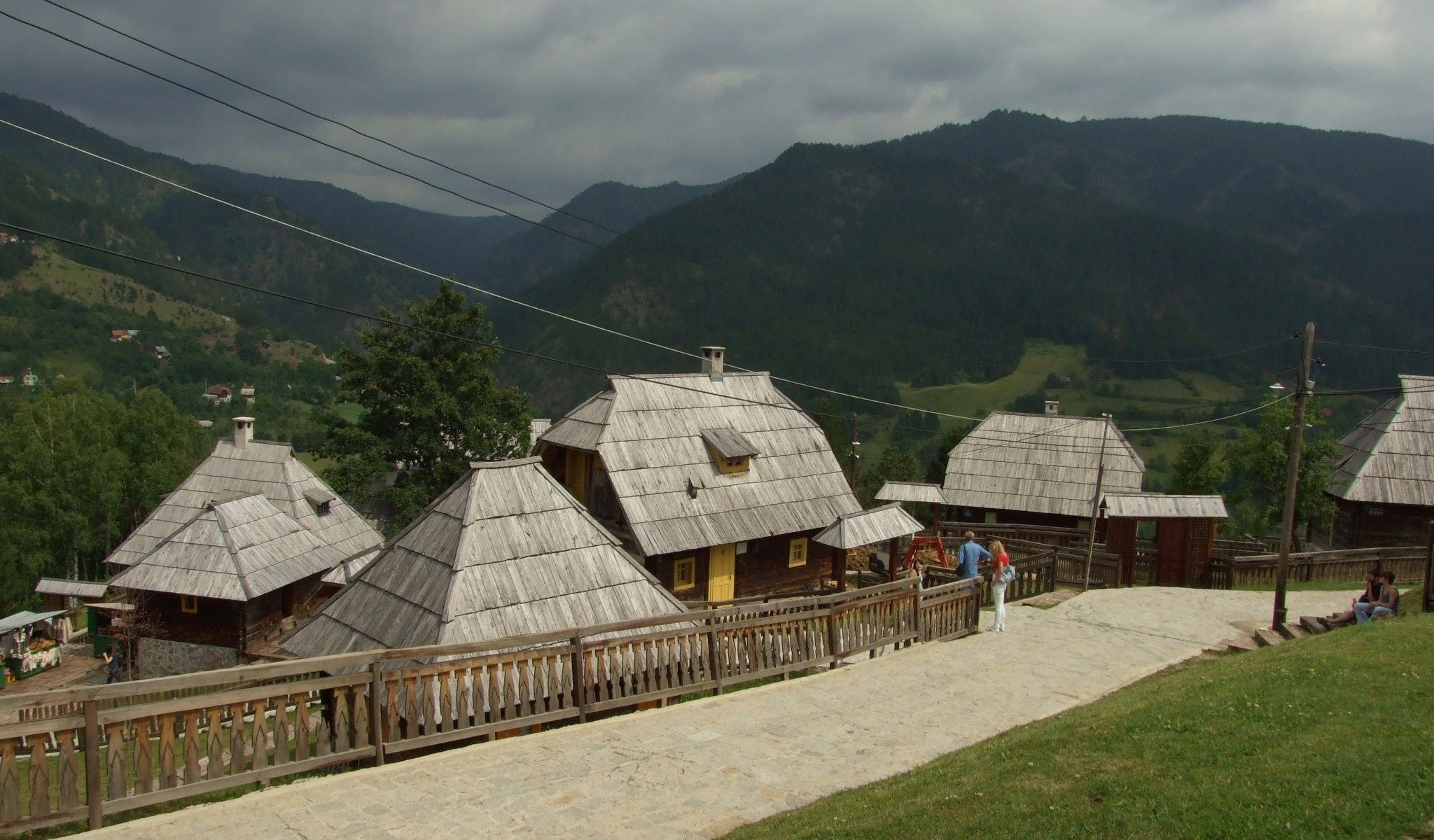
Il villaggio

Küstendorf, conosciuta anche come Drvengrad (in serbo Дрвенград?, villaggio di legno) o Mećavnik, è un villaggio tradizionale fatto costruire dal regista serbo Emir Kusturica per il suo film La vita è un miracolo. È situato in Serbia, 200 km a sud-ovest di Belgrado, in una posizione adiacente al villaggio di Mokra Gora, presso la frontiera con la Bosnia-Erzegovina e tra la città serba di Užice e quella bosniaca di Višegrad, resa famosa dal romanzo Il ponte sulla Drina dello scrittore e Premio Nobel per la letteratura Ivo Andrić. Per la sua creazione il regista ha ricevuto il "Premio europeo d'architettura Philippe Rotthier" nel 2005.
(Emir Kusturica, luglio 2004)
Dal 2008 ospita il Küstendorf Film and Music Festival.